# Brent Hayden
Brent Hayden (Mission (Brits-Columbia), 21 oktober 1983) is een voormalige Canadese zwemmer. Hij vertegenwoordigde zijn vaderland op de Olympische Zomerspelen 2004 in Athene, op de Olympische Zomerspelen 2008 in Peking en op de Olympische Zomerspelen 2012 in Londen.

## Carrière
Bij zijn internationale debuut, op de Gemenebestspelen 2002 in Manchester, eindigde Hayden als zesde op de 100 meter vrije slag. Samen met Craig Hutchison, Matthew Rose en Rick Say veroverde hij de bronzen medaille op de 4x100 meter vrije slag, op de 4x100 meter wisselslag sleepte hij samen met Riley Janes, Morgan Knabe en Mike Mintenko de bronzen medaille in de wacht. Op de Pan Pacific kampioenschappen zwemmen 2002 in Yokohama haalde de Canadees de finale op de 100 meter vrije slag, op de 200 meter vrije slag strandde hij in de halve finales en op de 50 meter vrije slag in de series. Samen met Yannick Lupien, Mike Mintenko en Rick Say legde hij beslag op de bronzen medaille op de 4x100 meter vrije slag, op de 4x100 meter wisselslag eindigde hij samen met Riley Janes, Mike Brown en Mike Mintenko als derde.
Tijdens de wereldkampioenschappen zwemmen 2003 in Barcelona werd Hayden uitgeschakeld in de halve finales van de 100 meter vrije slag en in de series van de 50 meter vrije slag. Op de 4x100 meter vrije slag eindigde hij samen met Yannick Lupien, Riley Janes en Mike Mintenko op de zevende plaats, samen met Riley Janes, Morgan Knabe en Mike Mentenko eindigde hij als zevende op de 4x100 meter wisselslag.
In Athene nam de Canadees deel aan de Olympische Zomerspelen 2004, op zijn eerste Spelen strandde hij in de halve finales van de 200 meter vrije slag. Samen met Brian Johns, Andrew Hurd en Rick Say eindigde hij als vijfde op de 4x200 meter vrije slag, op de 4x100 meter vrije slag en de 4x100 meter wisselslag werden hij en zijn ploeggenoten uitgeschakeld in de series.

### 2005-2008
Op de wereldkampioenschappen zwemmen 2005 in Montreal eindigde Hayden als vierde op de 200 meter vrije slag en als zesde op de 100 meter vrije slag. Samen met Yannick Lupien, Rick Say en Mike Mintenko veroverde hij de zilveren medaille op de 4x100 meter vrije slag, op de 4x200 meter vrije slag sleepte hij samen met Colin Russell, Rick Say en Andrew Hurd de zilveren medaille in de wacht.
Tijdens de Gemenebestspelen 2006 in Melbourne veroverde de Canadees de zilveren medaille op de 50 meter vrije slag en de bronzen medaille op de 200 meter vrije slag, op de 100 meter vrije slag eindigde hij als vierde. Samen met Yannick Lupien, Matthew Rose en Colin Russell legde hij beslag op de bronzen medaille op de 4x100 meter vrije slag, op de 4x200 meter vrije slag en de 4x100 meter wisselslag eindigde hij samen met zijn teamgenoten op de vierde plaats. In Victoria nam Hayden deel aan de Pan Pacific kampioenschappen zwemmen 2006, op dit toernooi veroverde hij de gouden medaille op de 100 meter vrije slag en de bronzen medaille op de 50 meter vrije slag, op de 200 meter vrije slag eindigde hij als vierde. Samen met Rick Say, Colin Russell en Matthew Rose sleepte hij de zilveren medaille in de wacht op de 4x100 meter vrije slag, op de 4x200 meter vrije slag legde hij samen met Brian Johns, Andrew Hurd en Colin Russell beslag op de zilveren medaille. Op de 4x100 meter wisselslag eindigde hij samen met Matthew Rose, Mike Brown en Joe Bartoch op de vierde plaats.
Op de wereldkampioenschappen zwemmen 2007 in Melbourne veroverde de Canadees de wereldtitel op de 100 meter vrije slag, die hij overigens wel moest delen met de Italiaan Filippo Magnini. Op de 50 meter vrije slag eindigde hij als achtste en op de 200 meter vrije slag strandde hij in de halve finales. Samen met Brian Johns, Rick Say en Andrew Hurd sleepte hij de bronzen medaille in de wacht op de 4x200 meter vrije slag, op de 4x100 meter vrije slag eindigde hij samen met Matthew Rose, Rick Say en Joel Greenshields als zevende.
Tijdens de Olympische Zomerspelen van 2008 in Peking werd Hayden uitgeschakeld in de halve finales van de 100 meter vrije slag, op de 200 meter vrije slag liet hij de halve finale schieten. Samen met Colin Russell, Brian Johns en Andrew Hurd eindigde hij als vijfde op de 4x200 meter vrije slag, op de 4x100 meter vrije slag eindigde hij samen met Joel Greenshields, Colin Russell en Rick Say op de zevende plaats.

### 2009-2012
In de Italiaanse hoofdstad Rome nam de Canadees deel aan de wereldkampioenschappen zwemmen 2009, op dit toernooi eindigde hij als vierde op de 100 meter vrije slag en strandde hij in de halve finales op de 50 meter vrije slag. Op de 4x100 meter vrije slag werd hij samen met Joel Greenshields, Colin Russell en Stefan Hirniak uitgeschakeld in de series, samen met Pascal Wollach, Mathieu Bois en Joe Bartoch strandde hij in de series van de 4x100 meter wisselslag.
Op de Pan Pacific kampioenschappen zwemmen 2010 in Irvine legde Hayden op de 100 meter vrije slag beslag op de zilveren medaille en de op de 50 meter vrije slag mocht hij in het brons in ontvangst nemen, op de 4x100 meter vrije slag eindigde hij samen met Colin Russell, Richard Hortness en Luke Peddie op de vierde plaats. Samen met Colin Russell, Brian Johns en Stefan Hirniak eindigde hij als vierde op de 4x200 meter vrije slag, op de 4x100 meter wisselslag eindigde hij samen met Jake Tapp, Scott Dickens en Joe Bartoch op de vijfde plaats. Tijdens de Gemenebestspelen 2010 in Delhi veroverde de Canadees de gouden medaille op zowel de 50 als de 100 meter vrije slag, samen met Stefan Hirniak, Brian Johns en Blake Worsley eindigde hij als vierde op de 4x100 meter vrije slag. Op de 4x200 meter vrije slag eindigde hij samen met Stefan Hirniak, Brian Johns en Ryan Cochrane op de vierde plaats, samen met Tobias Oriwol, Scott Dickens en Stefan Hirniak eindigde hij als vierde op de 4x100 meter wisselslag.
In Shanghai nam Hayden deel aan de wereldkampioenschappen zwemmen 2011. Op dit toernooi sleepte hij de zilveren medaille in de wacht op de 100 meter vrije slag, op de 50 meter vrije slag werd hij uitgeschakeld in de series. Op de 4x100 meter wisselslag eindigde hij samen met Charles Francis, Scott Dickens en Joe Bartoch op de zevende plaats, samen met Colin Russell, Blake Worsley en Dominique Massie-Martel strandde hij in de series van de 4x100 meter vrije slag.
Tijdens de Olympische Zomerspelen van 2012 veroverde de Canadees de bronzen medaille op de 100 meter vrije slag, op de 50 meter vrije slag werd hij uitgeschakeld in de halve finales. Op de 4x100 meter wisselslag eindigde hij samen met Charles Francis, Scott Dickens en Joe Bartoch op de achtste plaats, samen met Colin Russell, Richard Hortness en Thomas Gossland strandde hij in de series van de 4x100 meter vrije slag. Na afloop van de Spelen besloot Hayden te stoppen met de wedstrijdsport.

## Internationale toernooien
| Jaar | Olympische Spelen                                                                                       | WK langebaan | WK kortebaan  | PanPacs | Gemenebestspelen |
| ---- | --- | --- | ------------- | --- | --- |
| 2002 | | | geen deelname | serie 50m vrije slag · 4e 100m vrije slag · 9e 200m vrije slag · 4x100m vrije slag · 4x100m wisselslag               | 17e 50m vrije slag · 6e 100m vrije slag · 4x100m vrije slag · 4x100m wisselslag                                         |
| 2003 | | 35e 50m vrije slag 11e 100m vrije slag 7e 4x100m vrije slag 5e 4x200m vrije slag Hayden zwom enkel de series 7e 4x100m wisselslag |               | | |
| 2004 | 13e 200m vrije slag 9e 4x100m vrije slag 5e 4x200m vrije slag 10e 4x100m wisselslag                     | | geen deelname | | |
| 2005 | | 6e 100m vrije slag · 4e 200m vrije slag · 4x100m vrije slag · 4x200m vrije slag · 9e 4x100m wisselslag                            |               | | |
| 2006 | | | geen deelname | 50m vrije slag · 100m vrije slag · 4e 200m vrije slag · 4x100m vrije slag · 4x200m vrije slag · 4e 4x100m wisselslag | 50m vrije slag · 4e 100m vrije slag · 200m vrije slag · 4x100m vrije slag · 4e 4x200m vrije slag · 4e 4x100m wisselslag |
| 2007 | | 8e 50m vrije slag · 100m vrije slag · 16e 200m vrije slag · 7e 4x100m vrije slag · 4x200m vrije slag · 16e 4x100m wisselslag      |               | | |
| 2008 | 11e 100m vrije slag 17e 200m vrije slag 6e 4x100m vrije slag 5e 4x200m vrije slag 10e 4x100m wisselslag | | geen deelname | | |
| 2009 | | 13e 50m vrije slag 4e 100m vrije slag 9e 4x100m vrije slag 9e 4x100m wisselslag                                                   |               | | |
| 2010 | | | geen deelname | 50m vrije slag · 100m vrije slag · 4e 4x100m vrije slag · 4e 4x200m vrije slag · 5e 4x100m wisselslag                | 50m vrije slag · 100m vrije slag · 4e 4x100m vrije slag · 4e 4x200m vrije slag · 4e 4x100m wisselslag                   |
| 2011 | | 17e 50m vrije slag · 100m vrije slag · 12e 4x100m vrije slag · 7e 4x100m wisselslag                                               |               | | |
| 2012 | 15e 50m vrije slag · 100m vrije slag · 10e 4x100m vrije slag · 8e 4x100m wisselslag                     | | geen deelname | | |

## Persoonlijke records
Bijgewerkt tot en met 15 november 2009
Kortebaan
| Afstand         | Tijd    | Datum            | Plaats  |
| --------------- | ------- | ---------------- | ------- |
| 50m vrije slag  | 21,34   | 14 maart 2009    | Toronto |
| 100m vrije slag | 45,56   | 14 november 2009 | Berlijn |
| 200m vrije slag | 1.40,80 | 15 november 2009 | Berlijn |

Langebaan
| Afstand         | Tijd    | Datum            | Plaats |
| --------------- | ------- | ---------------- | ------ |
| 50m vrije slag  | 21,73   | 31 juli 2009     | Rome   |
| 100m vrije slag | 47,27   | 30 juli 2009     | Rome   |
| 200m vrije slag | 1.46,40 | 10 augustus 2008 | Peking |